# SAS Institute
SAS è una società statunitense produttrice di software che supportano il processo decisionale di aziende e aree strategiche differenti fondata nel 1976 da Anthony Barr, James Goodnight, John Sall e Jane Helwig. Il suo nome deriva dall'acronimo di statistical analysis system in riferimento al suo primo software per l'analisi statistica.

## Descrizione
Nacque dal progetto di monitorare dati nel settore agricolo a partire dagli anni sessanta. Fu implementato in origine da Anthony Barr e James Goodnight nel 1966. L'università della Carolina del Nord divenne leader del consorzio principalmente perché aveva accesso a mainstream computer più potenti rispetto a quelli di altre università.
Negli anni successivi SAS software vennero implementati da società farmaceutiche e di assicurazioni, dalle banche e dalle comunità accademiche da cui ebbe vita il progetto.
Successivamente Jane Helwig, impiegato del dipartimento di statistica alla NCSU si unì al progetto in veste di scrittore di documentazione, e John Sall, un programmatore e studente laureato, completò il fulcro del team.
Nei decenni che si sono susseguiti SAS ha registrato una curva sempre in crescita ed è da menzionare tra le società che più mirano al benessere del dipendente in azienda e alla cultura del lavoro.
L'azienda è oggi attiva principalmente per soluzioni dedicate alle imprese, nel campo della business intelligence (dall'integrazione e archiviazione dei dati all'analisi predittiva fino ai sistemi di reporting).
Nel 1993 ha investito il 36%, ossia la percentuale più alta del suo fatturato nei suoi quasi 40 anni di vita, nel settore ricerca e sviluppo.
Nel biennio 2010-2011 è risultata al primo posto negli Stati Uniti nella lista delle migliori aziende per le quali è meglio lavorare.
Dal 2012 SAS risulta la più grande società a capitale privato nel mercato della business intelligence.
Vanta più di 80000 installazioni in tutto il mondo ed ha clienti in 150 paesi. Nel 2013 ha raggiunto un fatturato di 3,02 miliardi di dollari e nel 2014 ha ottenuto il riconoscimento come 93 of the top 100 companies on the 2014 FORTUNE Global 500® list.
La sua sede centrale è situata a Cary in Carolina del Nord ed ha sedi in diverse altre nazioni, compresa l'Italia, con quasi 10.000 dipendenti.
SAS debutta in Italia nel 1987 con direzione generale a Milano e uffici a Roma, Mestre, Torino e Firenze. Ad oggi la struttura è composta da più di 300 persone operative.